# Stato avanzamento lavori
Lo stato avanzamento lavori (SAL), nell'ambito del project management, è una riunione periodica (o attività di confronto analoga) che viene stabilita per garantire e verificare l'avanzamento di un progetto rispetto ai propri obiettivi.

## Descrizione del concetto
Il SAL si svolge tipicamente tra il project manager (eventualmente coadiuvato dalle persone chiave del suo team) ed il project manager del committente (assistito, o meno, da altre figure del committente) con eventualmente altri interlocutori coinvolti (in rappresentanza di altre parti interessate, quali rappresentanti del cliente finale cioè l'utilizzatore o il proprietario, project manager di subappaltatori, eventuali organi pubblici quando applicabile) in relazione agli argomenti trattati. Solitamente è mensile, ma può anche avere una frequenza maggiore o inferiore, dipende dalla durata complessiva del progetto, dalla sua tipologia e dalle sue criticità in corso.
Progetto va inteso in senso lato in quanto il SAL lo si esegue anche per un programma (scadenze del piano di azione tempificato o cronoprogamma) e, in generale, per i lavori a commessa.
I temi trattati solitamente sono:

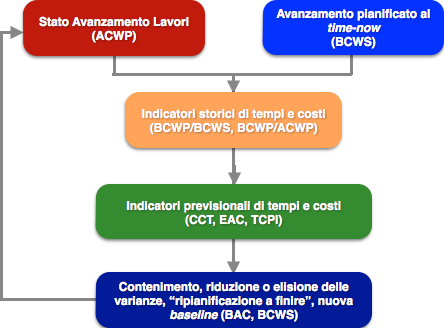
Il ciclo di monitoraggio e controllo relativi allo stato avanzamento lavori

- riesame della progettazione e sviluppo (nelle opere pubbliche: progettazione preliminare, definitiva, esecutiva)
- stato attuale del progetto (avanzamento rispetto agli obiettivi)
- rispetto dei tempi e costi (in relazione ai deliverable rilasciati)
- analisi delle criticità (problemi e azioni correttive, rischi e azioni di mitigazione)
- stato delle azioni precedentemente (correttive e mitigazione dei rischi) impostate/approvate
- approvazione delle nuove azioni
- prossime attività
- varie ed eventuali

Fuori da un contesto formale e rigoroso di project management, una riunione SAL è il classico incontro (mensile e/o settimanale), anche detta "staff meeting" nel quale amministratori (o titolare), manager/responsabili di un'azienda, consulenti, analizzano e discutono le attività, le decisioni e i dati, rispetto al piano obiettivi o di miglioramento in vigore.
Lo stato di avanzamento lavori, spesso abbreviato con l'acronimo SAL, in edilizia e impiantistica o opere in appalto, è il documento che attesta l'avvenuta esecuzione di una certa quantità di opere e lavori e riporta i relativi importi da corrispondere all'impresa incaricata (rispetto al computo metrico o analogo).